# Jüdischer Friedhof (Wittingen)

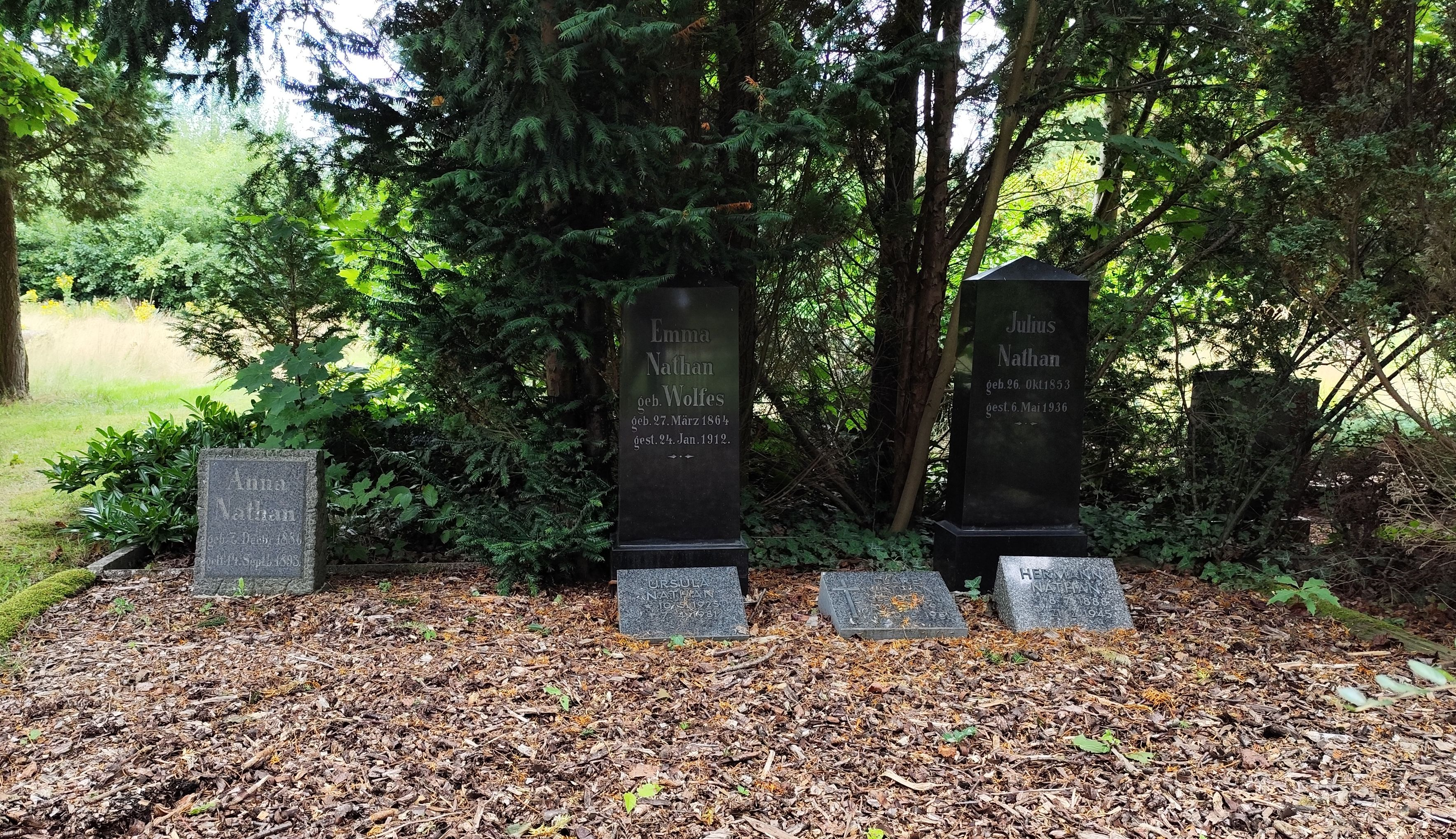
Grabsteine Nathan auf dem Stadtfriedhof

Der Jüdische Friedhof Wittingen befindet sich in der Stadt Wittingen im Landkreis Gifhorn in Niedersachsen. Auf dem protestantischen Stadtfriedhof im Wittinger Stadtzentrum zwischen Bahnhofstraße (= B 244) und Spittastraße sind sechs Grabsteine auf einem eigenen Feld erhalten.